# Timothy Bottoms
Timothy James Bottoms (Santa Barbara, 30 agosto 1951) è un attore e comico statunitense, noto per aver interpretato film quali E Johnny prese il fucile (1971), L'ultimo spettacolo (1971) e Blue Sky (1994).

## Biografia
È il fratello maggiore degli attori Sam (il soldato "surfer" Lance B. Johnson in Apocalypse Now), Ben e Joseph. Famoso per la sua somiglianza fisica con il presidente degli Stati Uniti George W. Bush, Bottoms fu il protagonista della serie televisiva That's My Bush! (2001) e ha incarnato Bush anche nella commedia The Crocodile Hunter: Collision Course (2002) e nel telefilm DC 9/11: Time of Crisis (2004); la sua parodia del presidente statunitense è ripresa anche nel videoclip "Work it out" dei Jurassic 5 (2006).
Tra i suoi film, da ricordare E l'alba si macchiò di rosso (1975), Caccia aperta (1976), Rollercoaster - Il grande brivido (1977), Texasville (1990) di Peter Bogdanovich, che lo aveva già diretto nel 1971 ne L'ultimo spettacolo, ed Elephant (2003). Inoltre, nel 2004 ha avuto un piccolo ruolo ne La ragazza della porta accanto e l'anno seguente è intervenuto come guest star in un episodio di Grey's Anatomy. Ha preso parte nel 2009 al film Il richiamo della foresta 3D.

### Vita privata
Ha avuto un figlio da Alicia Cory (sposata nel 1975). Dopo il divorzio dalla Cory, nel 1984 sposò in seconde nozze Marcia Morehart, da cui ha avuto tre figli.

## Filmografia parziale

### Cinema
- E Johnny prese il fucile (Johnny Got His Gun), regia di Dalton Trumbo (1971)
- L'ultimo spettacolo (The Last Picture Show), regia di Peter Bogdanovich (1971)
- Amore, dolore e allegria (Love and Pain and the Whole Damn Thing), regia di Alan J. Pakula (1973)
- Esami per la vita (The Paper Chase), regia di James Bridges (1973)
- E l'alba si macchiò di rosso (Operation: Daybreak), regia di Lewis Gilbert (1975)
- Caccia aperta (A Small Town in Texas), regia di Jack Starrett (1976)
- Rollercoaster - Il grande brivido (Rollercoaster), regia di James Goldstone (1977)
- Uragano (Hurricane), regia di Jan Troell (1979)
- In the Shadow of Kilimanjaro, regia di John Rhys-Davis (1986)
- Mio in the Land of Faraway (Mio min Mio), regia di Vladimir Grammatikov (1987)
- Il ritorno dal fiume Kwai (Return from the River Kwai), regia di Andrew V. McLaglen (1989)
- Inferno in Vietnam (A Case of Honor), regia di Eddie Romero (1989)
- Texasville, regia di Peter Bogdanovich (1990)
- Blue Sky, regia di Tony Richardson (1994)
- Il cane e il poliziotto (Top Dog), regia di Aaron Norris (1995)
- Falsa identità (Ringer), regia di Carlo Gustaff (1996)
- Uncle Sam, regia di William Lustig (1996)
- La maschera di ferro (The Man in the Iron Mask), regia di Randall Wallace (1998)
- Elephant, regia di Gus Van Sant (2003)
- La ragazza della porta accanto (The Girl Next Door), regia di Luke Greenfield (2004)
- Parasomnia, regia di William Malone (2008)
- Chrissa - Che fatica la scuola (An American Girl: Chrissa Stand Strong), regia di Martha Coolidge (2009)
- Il richiamo della foresta 3D (Call of the Wild), regia di Richard Gabai (2009)
- The Land That Time Forgot, regia di C. Thomas Howell (2009)

### Televisione
- La valle dell'Eden (East of Eden) – serie TV, 3 episodi (1981)
- Perry Mason e la novizia (Perry Mason: The Case of the Notorious Nun), regia di Ron Satlof – film TV (1986)
- Ai confini della realtà (The Twilight Zone) – serie TV, episodio 3x07 (1988)
- Dinosauri tra noi (Land of the Lost) – serie TV (1991)
- NCIS - Unità anticrimine (NCIS) – serie TV, episodio 2x03 (2004)
- Pipistrelli Vampiro (Vampire Bats), regia di Eric Bross – film TV (2005)
- Un fidanzato per mamma e papà (Holiday in Handcuffs), regia di Ron Underwood – film TV (2006)
- Grey's Anatomy – serie TV, episodio 2x11 (2006)
- Hotel Cupido (Sweet Surrender), regia di Kevin Connor – film TV (2014)

## Doppiatori italiani
Nelle versioni in italiano delle opere in cui ha recitato, Timothy Bottoms è stato doppiato da:
- Roberto Del Giudice in L'ultimo spettacolo, Texasville
- Sergio Di Stefano in La ragazza della porta accanto, Una fidanzata per mamma e papà
- Stefano De Sando in Parasomnia, Private Practice
- Massimo Turci in E Johnny prese il fucile
- Pino Insegno in Esami per la vita
- Gino La Monica ne I boss del dollaro
- Giuseppe Pambieri in Rollercoaster - Il grande brivido
- Cesare Barbetti in Uragano
- Claudio Capone in La valle dell'Eden
- Oliviero Dinelli in Perry Mason e la novizia
- Massimo Lodolo in Falsa identità
- Sergio Di Giulio in Grey's Anatomy
- Dario Penne in L'alba del D-Day
- Federico Danti in Il richiamo della foresta 3D
- Saverio Moriones in Dinosauri tra noi
- Paolo Gasparini in NCIS - Unità anticrimine
- Dario Oppido in Hotel Cupido
- Roberto Gammino in L'ultimo spettacolo (ridoppiaggio)